# Shota Hayashi
Shota Hayashi (født 24. februar 1995) er en japansk fodboldspiller, som spiller for den japanske fodboldklub Roasso Kumamoto.